# Bartolomé Colombo
Bartolomé Colombo (24 de agosto de 1916, fecha de muerte desconocida) fue un futbolista argentino. Su posición en el campo era defensor. Surgido en Argentinos Juniors, en el año 1937, fue adquirido por San Lorenzo, club en donde jugó diez años y fue campeón en 1946. Además disputó 17 partidos con la selección de fútbol de Argentina, en donde fue parte de los planteles que fueron campeones de la Copa América en los años 1937, 1941 y 1945, siendo en el último titular en todos los cotejos.

### Participaciones en Copa América
| Copa                         | Sede      | Resultado | Partidos | Goles |
| ---------------------------- | --------- | --------- | -------- | ----- |
| Campeonato Sudamericano 1941 | Argentina | Campeón   | 2        | 0     |
| Campeonato Sudamericano 1941 | Chile     | Campeón   | 2        | 0     |
| Campeonato Sudamericano 1945 | Chile     | Campeón   | 6        | 0     |

## Palmarés

#### Campeonatos nacionales
| Título           | Equipo      | País      | Año  |
| ---------------- | ----------- | --------- | ---- |
| Primera División | San Lorenzo | Argentina | 1946 |

#### Campeonatos internacionales
| Título                  | Equipo              | Sede      | Año  |
| ----------------------- | ------------------- | --------- | ---- |
| Campeonato Sudamericano | Selección Argentina | Argentina | 1937 |
| Campeonato Sudamericano | Selección Argentina | Chile     | 1941 |
| Campeonato Sudamericano | Selección Argentina | Chile     | 1945 |